# جيف أولسون (ملحن)
جيف أولسون (بالإنجليزية: Jeff Olson)‏ هو ملحن أمريكي، ولد في 14 يوليو 1962.

## وصلات خارجية
- جيف أولسون على موقع ميوزك برينز (الإنجليزية)
- جيف أولسون على موقع ديسكوغز (الإنجليزية)